# Полугиперкуб
Полугиперкуб - это геометрическое тело, получаемое в результате альтернации (удаления половины вершин (чередующихся)) гиперкуба. В пространствах с размерностью 3 и 4 полугиперкубы - это правильные политопы. В пространствах размерностью 5 и выше полугиперкубы - неправильные, но однородные политопы, то есть их трёхмерные грани - правильные многоугольники, хотя их гиперграни не являются правильными политопами. При этом пятимерный полугиперкуб, называющийся полупентеракт, является полуправильным политопом (это означает, что его гиперграни - разные правильные политопы). 
Название полугиперкуба строится так: к префиксу полу- добавляется название исходного гиперкуба.
Вершинная фигура полугиперкуба - полностью усечённый симплекс размерности n-1, где n - размерность самого полугиперкуба.
Частные случаи:
| Число измерений n | Гиперкуб  | Изображение гиперкуба | Полугиперкуб        | Изображение полугиперкуба |
| ----------------- | --------- | --------------------- | ------------------- | ------------------------- |
| 2                 | квадрат   |                       | отрезок             |                           |
| 3                 | куб       |                       | правильный тетраэдр | Тетраэдр                  |
| 4                 | тессеракт |                       | шестнадцатиячейник  |                           |
| 5                 | пентеракт |                       | полупентеракт       |                           |
| 6                 | гексеракт |                       | полугексеракт       |                           |
| 7                 | гептеракт |                       | полугептеракт       |                           |
| 8                 | октеракт  |                       | полуоктеракт        |                           |
| 9                 | эннеракт  |                       | полуэннеракт        |                           |
| 10                | декеракт  |                       | полудекеракт        |                           |